# Friesenheim (Baden)
Friesenheim es un municipio en el distrito de Ortenau en Baden-Wurtemberg, Alemania, con unos 12.700 habitantes en total y está ubicado a una altitud de 161 m s. n. m. al margen de la Selva Negra Central entre Offenburg y Lahr.

## Puntos de interés
- Estación en la calzada romana